# Szabla wz. 1861 Józefa Piłsudskiego

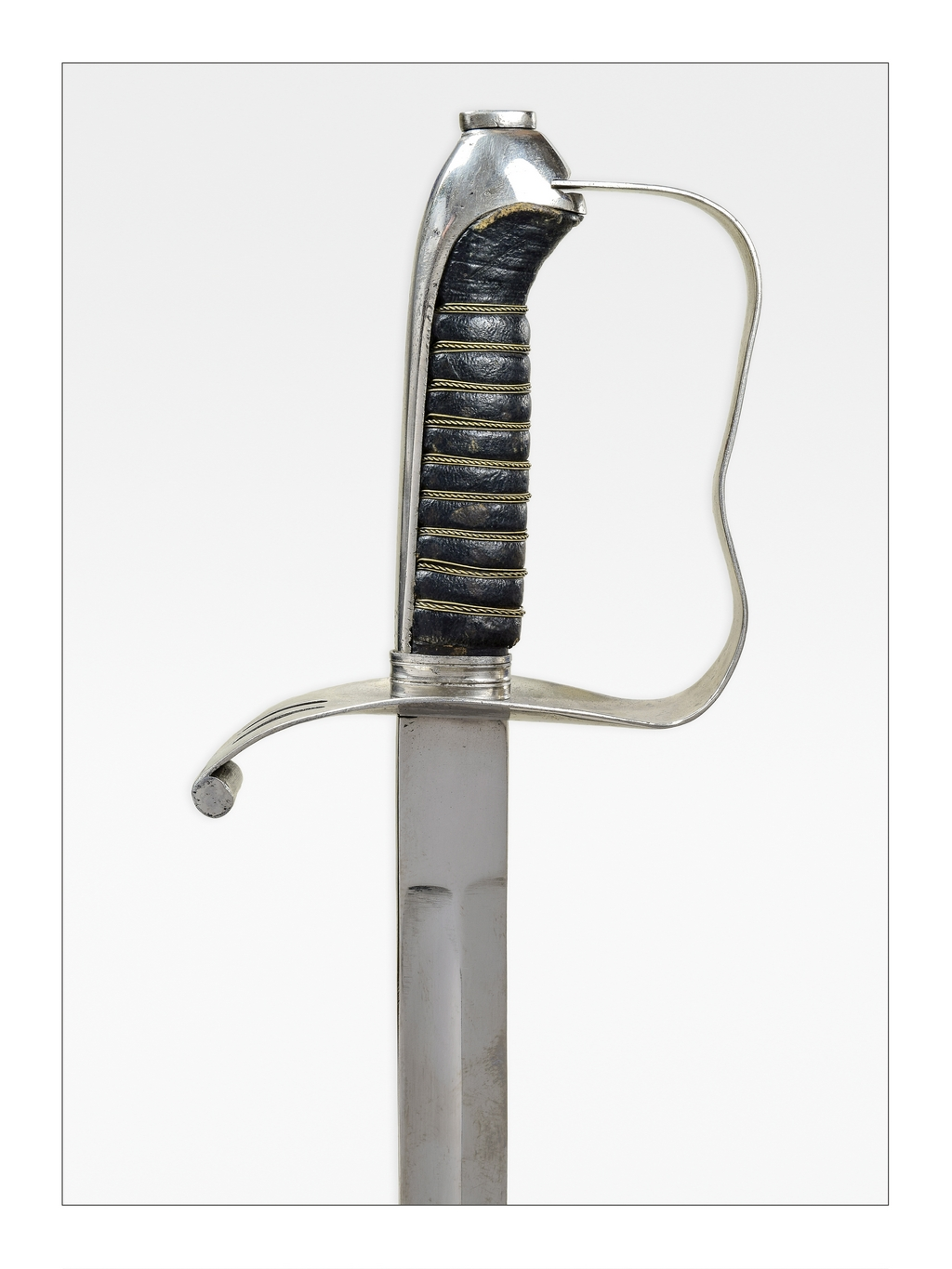
Szabla brygadiera Józefa Piłsudskiego ze zbiorów Muzeum Wojska Polskiego w Warszawie.

Szabla Józefa Piłsudskiego – austro-węgierska szabla oficerska M1861, należąca do ówczesnego brygadiera Józefa Piłsudskiego służącego w Legionach Polskich. Jest to broń regulaminowa, pozbawiona jakichkolwiek efektownych dodatków. 
Używana przez Piłsudskiego do sierpnia 1916 roku, kiedy to w rocznicę wymarszu pierwszej kadrowej oficerowie podarowali mu nową, zaprojektowaną przez Polaków szablę oficerską określaną później jako wzór 1917. 24 listopada 1922 roku szabla ta, została przekazana jako dar dla Muzeum Wojska w Warszawie przez jego żonę Aleksandrę Piłsudską. 

## Opis szabli
Głownia niklowana, obustronnie szlifowana  w szeroką, wklęsłą bruzdę, sięgającą od zastawy do obosiecznego pióra. Nasada głowni obustronnie płaska, z wyraźnym progiem, brzusiec tępy. Rękojeść zamknięta, z jednokabłąkowym jelcem z profilowanej, niklowanej blachy. Kabłąk podwójnie wybrzuszony, wyprowadzony w tarczki o bokach lekko pochylonych ku górze. Tylne ramię zagięte w dół z podwójnym otworem na temblak, zakończone wałkiem tworzącym rodzaj łezki. Górny koniec kabłąka wpuszczony w otwór kapturka głowicy i zmocowany wewnętrznie na trzpieniu głowni. Trzon rękojeści drewniany, profilowany w dziewięć karbów, obciągnięty czarną skórą z oplotem z podwójnie skręconego mosiężnego filigranu. Pochwa z blachy stalowej, niklowanej. Dolna ryfka z nieruchomym kółkiem nośnym, górna z prostokątną antabką po stronie wewnętrznej, u dołu zakończona płaską, wąską ostrogą. Szyjka zakończona kołnierzem mocowanym na wcisk. Ostroga z dłuższym przednim ramieniem.